# Johannes Wolgast
Johannes Friedrich Wolgast (* 2. Juli 1891 in Kiel; † 24. Oktober 1932 in Leipzig) war ein deutscher Musikwissenschaftler.

## Leben
Wolgast wurde als Sohn des Volksschullehrers Johannes Wolgast (1854–1918) und der Malwine Petersen († 1918) in Kiel geboren. Er besuchte dort die Gelehrtenschule und das Gymnasium. Zu Ostern 1914 legte er in Schleswig das Abitur ab. Anschließend begann er seine Studien an der Universität Leipzig und am Konservatorium in Leipzig. Nach dem Ausbruch des Ersten Weltkrieges meldete er sich freiwillig und wurde in Flandern und an der Ostfront eingesetzt. Nach einer Erkrankung verblieb er dann in der Garnison in Neumünster bis zum Kriegsende.
Im Herbst 1919 nahm er seine Studien in Leipzig wieder auf. Angeregt durch Karl Straube wandte er sich der Musikwissenschaft zu. Er studierte unter anderem bei Arnold Schering und Hermann Abert. 1923 folgte er Abert nach Berlin und promovierte dort 1924 zum Thema Georg Böhm, ein Meister der Übergangszeit vom 17. zum 18. Jahrhundert.
Johannes Wolgast wirkte von 1924 bis 1932 als Lehrer für Musikwissenschaft am Leipziger Konservatorium. Er war ab 1924 am Kirchenmusikalischen Institut in Leipzig Assistent von Karl Straube.

## Wissenschaftliches Werk
Er gestaltete das Konservatorium in Leipzig zu einer am universitär-wissenschaftlichen Lehrbetrieb orientierten Ausbildungsstelle um. Johannes Wolgast baute hierzu auch die Bibliothek des Konservatoriums auf.
Er veröffentlichte ein Gesamtverzeichnis der Werke des Komponisten Georg Böhm und war Mitherausgeber der Zeitschrift Musik und Kirche.

## Schriften
- Georg Böhm: Ein Meister der Uebergangszeit vom 17. zum 18. Jahrhundert. Phil. Diss. Berlin 1924.
- Georg Böhm: Sämtliche Werke. Breitkopf & Härtel, Leipzig. [Mehrteiliges Werk]
  - Teil 1: Klavier- und Orgelwerke. Breitkopf & Härtel, Leipzig 1927.
  - Teil 2: Vokalwerke. Breitkopf & Härtel, Leipzig 1932.
- Karl Straube: Eine Würdigung seiner Musikerpersönlichkeit anlässlich seiner 25jährigen Tätigkeit in Leipzig. Breitkopf & Härtel, Leipzig 1928.